# Surf and turf

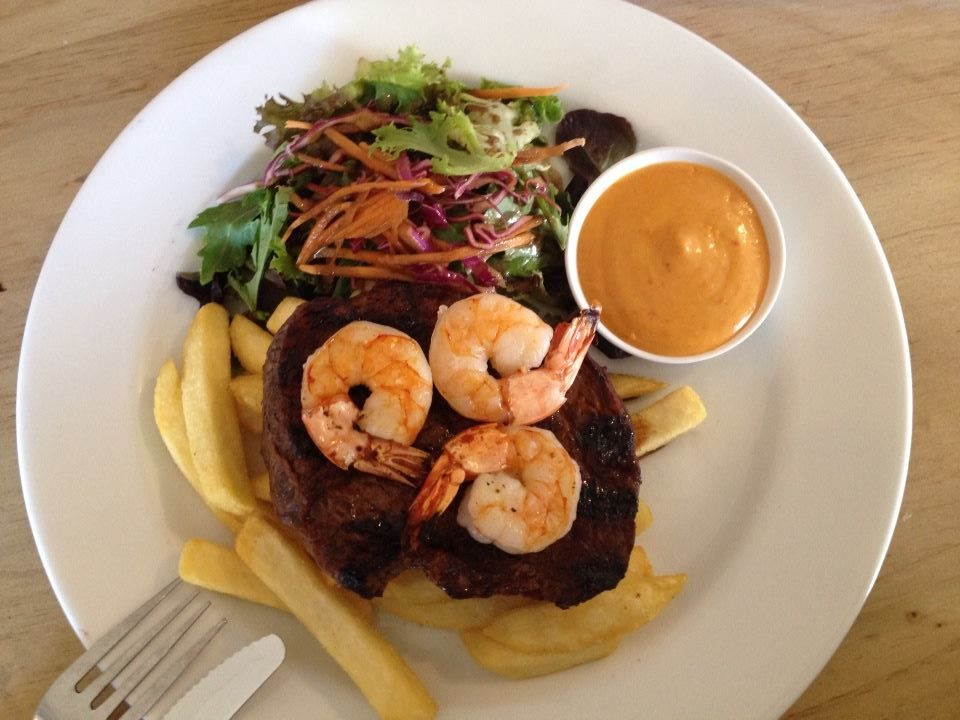
Trois crevettes sur un steak, servis avec une mayonnaise épicée et de la salade.

Le surf and turf ou surf 'n' turf (littéralement, « des vagues et du gazon ») est un plat principal qui combine des produits de la mer et de la viande rouge. Les produits de la mer utilisés peuvent être du homard, des langoustines ou des crevettes, qui peuvent être cuits à la vapeur, grillés ou panés et frits.
Lorsqu'il contient du homard, la queue du homard ou un homard entier peuvent être servis. La viande est généralement un bifteck de bœuf bien que d'autres morceaux peuvent être employés. Une combinaison fréquente est une queue de homard avec du filet mignon.
Le surf and turf est mangé dans les brasseries des États-Unis, du Canada et en Australie, et il peut se trouver aussi dans certains pubs de style britannique ou irlandais, dans ces mêmes pays.

## Étymologie
Il est difficile de savoir où le terme est apparu. La première citation connue date de 1961, dans le Los Angeles Times

## Historique
Le surf and turf est souvent considéré comme un symbole de la cuisine Continentale de la classe moyenne des années 1960 et 1970, avec le homard et le steak congelés en guise d'aliments de type ersatz de la classe moyenne.
Des chefs modernes tels que Thomas Keller se sont approprié le terme.

## Variations
Une variante est le hamburger surf and turf, qui est préparé avec de la viande hachée et des divers types de fruits de mer tels que le homard, les crevettes ou le crabe.